# Regina Apostolorum (título cardenalicio)
El título cardenalicio de Regina Apostolorum fue instituido el 5 de febrero de 1965 por el Papa Pablo VI mediante la constitución apostólica Purpuratorum Patrum numerum. El título reside en la Basílica de Santa María Reina de los Apóstoles en Montagnola.

## Titulares
- Ermenegildo Florit (1965-1985)
- Giuseppe Maria Sensi (1987-2001)
- Virgilio Noè (2002-2011)[2]
- John Tong Hon (2012-...)